# Jan Palach
Jan Palach, češki študent zgodovine in politične ekonomije na praški Karlovi univerzi, * 11. avgust 1948, Praga, † 19. januar 1969, Praga.
Palach je 16. januarja 1969 med demonstracijami ob obletnici zasedbe Češkoslovaške s strani držav Varšavskega pakta na Trgu svetega Vaclava v znak političnega protesta storil samomor s samozažigom. Umrl je tri dni pozneje v bolnišnici. Njegov pogreb 25. januarja 1969 je prerastel v velike demonstracije proti režimu.
Samozažigu Jana Palacha je v naslednjih mesecih sledilo še pet podobnih primerov. Med drugim se je mesec dni pozneje, 25. februarja 1969, na istem mestu zažgal študent Jan Zajíc, kot zadnji pa aprila v Jihlavi Evžen Plocek. Kjub velikemu odmevu samozažigi niso spremenili političnega položaja na Češkoslovaškem.
Prvi, ki je na tak način protestiral proti posegu na Češkoslovaškem, je bil poljski odvetnik Ryszard Siwiec, ki se je 8. septembra 1968 zažgal med žetvenim festivalom na varšavskem stadionu. Ker poljske oblasti vesti o tem dogodku niso dovolile objaviti, ni mogoče vedeti, ali je Palach vedel zanj in ali je vplival na njegovo odločitev.